# Sven Otto Littorin

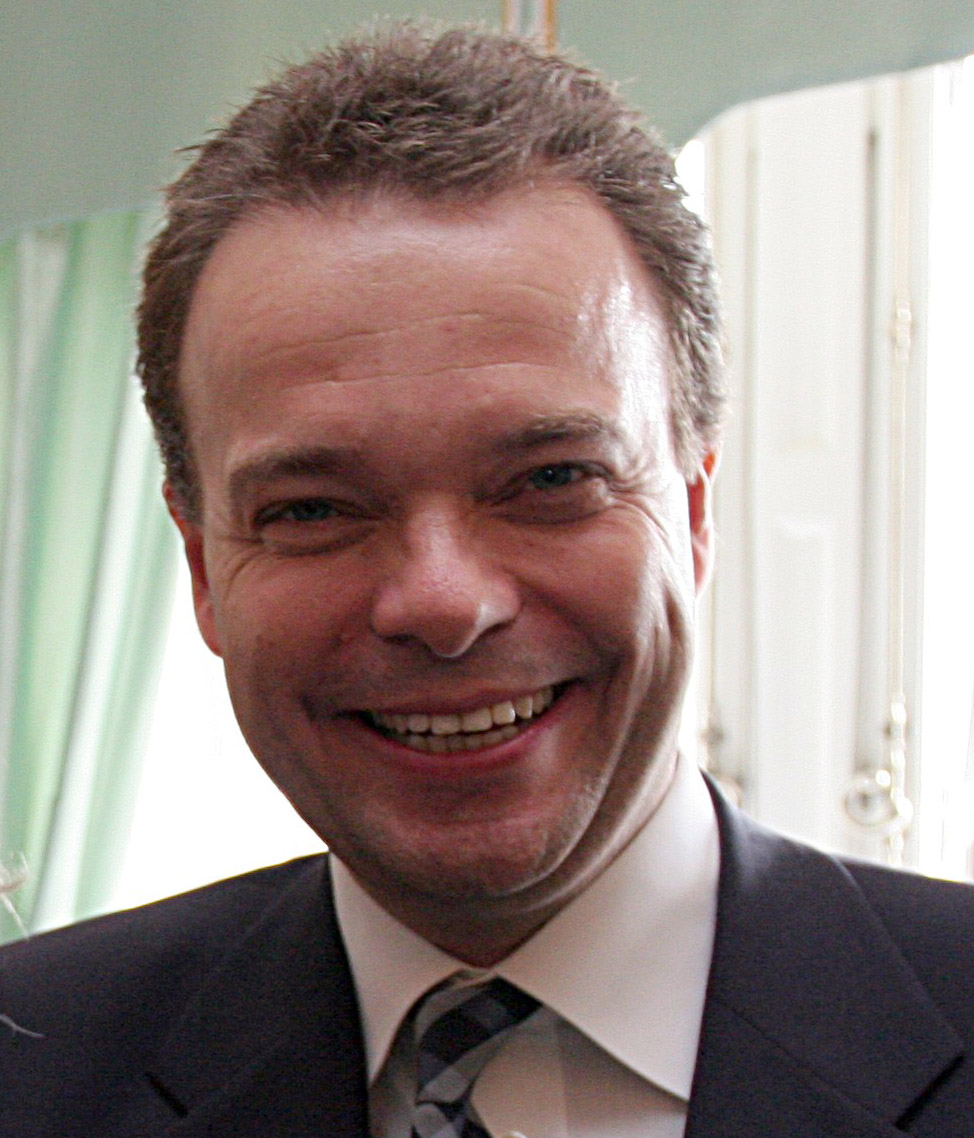
Sven Otto Littorin (2009)

Sven Otto Julius Littorin (* 20. Mai 1966 in Allhelgona Socken, Skänninge, Gemeinde Mjölby) ist ein ehemaliger schwedischer Politiker der Moderata samlingspartiet (dt. Die Moderaten) und ehemaliger Arbeitsminister Schwedens.

## Lebenslauf
Sven Otto Littorin wuchs in Östergötland auf und studierte Ökonomie an der Universität Lund.
Von 1984 bis 1985 war Littorin Vorsitzender des Moderat skolungdom, einem Verbund innerhalb der Moderata samlingspartiet und arbeitete in den folgenden Jahren in verschiedenen Organisationen und Unternehmen und diente in der Armee Schwedens. Von 1991 bis 1993 war er politischer Sekretär und Stabschef des Steuerministers Bo Lundgren im Finanzdepartement Schwedens. 1997 erlangte er einen Master of Business Administration und war Gastdozent an der Beijing Film Academy. Von 1998 bis 2000 war er Special Director der Schwedisch-Amerikanischen Handelskammer. Von 2002 bis 2006 war Littorin Parteisekretär der Moderaten.
Nach dem Wahlsieg der Allianz für Schweden und der Wahl von Fredrik Reinfeldt, in dessen Wahlkampfteam Littorin gearbeitet hatte, zum Ministerpräsidenten wurde er zum Arbeitsminister ernannt. In seiner Zeit als Minister gab Littorin über 4.000 Interviews und war an vielen internationalen Treffen wie etwa dem World Economic Forum zu Gast. Am 7. Juli 2010 erklärte er seinen sofortigen Rücktritt, nachdem er von einem Journalisten des Aftonbladets nach einer angeblichen Beziehung zu einer Prostituierten aus Stockholm gefragt wurde. Prostitution ist in Schweden verboten. Littorin bestätigte die Anschuldigungen nie und erklärte den Rücktritt als Folge einer Schmutzkampagne der Medien gegen ihn und seine Familie. Er gab außerdem private Gründe an. Der gesamten Affäre folgte die Scheidung des Ehepaars Littorin und ein Sorgerechtsstreit um die drei gemeinsamen Kinder.